# Mörk energi

Universums storskaliga sammansättning enligt en analys av data från WMAP

Inom fysikalisk kosmologi och celest mekanik är mörk energi en hypotetisk form av energi som genomtränger hela rymden och synes öka universums expansionstakt. Mörk energi är numera det gängse sättet att förklara vad som enligt observationer och experiment tolkats som en accelererande expansion hos universum, det vill säga att rumtiden förefaller att expandera allt fortare och fortare.
Den presenterade forskningen anger att mörk energi utgör 72 procent, mörk materia 23 procent, neutriner mindre än 1 procent och baryonisk materia, det vill säga vanliga atomer, endast drygt 4 procent av den totalt tillgängliga energin i universum.

## Belägg för dess förekomst
Mörk energi introducerades 1998 efter studier av supernovor av typ Ia i avlägsna galaxer av två internationella forskargrupper High-z Supernova Search Team och Supernova Cosmology Project, med svenska deltagare som Ariel Goobar och Jesper Sollerman. Dessa arbeten belönades 2011 med nobelpriset i fysik. Grupperna använde både Hubbleteleskopet och ett flertal teleskop på jorden för att observera denna typ av supernovor i avlägsna galaxer. Eftersom alla typ Ia-supernovor har praktiskt taget samma luminositet bortsett från ett svagt beroende av metalliciteten kan man använda den observerade ljusstyrkan till att beräkna avståndet till supernovan. Genom att också mäta upp rödförskjutningen för supernovans värdgalax får man ett samband mellan avståndet till galaxen och dess rödförskjutning. Eftersom rödförskjutningen mäter hur mycket universum har expanderat sedan ljuset sändes ut, kan man ur dessa observationer beräkna hur universums expansionstakt har förändrats över tiden. Resultaten från mätningarna tolkades som att universums expansion inte bromsas in under gravitationens inverkan, vilket man hade förväntat sig, utan snarare accelererar. Senare och ännu noggrannare mätdata från såväl mark- som rymdbaserade teleskop bekräftar detta. Resultaten var överraskande, men kan förklaras genom att man postulerar existensen av en mörk energi, vars natur ännu inte har förklarats på en fundamental nivå. Resultaten stöds också av observationer av galaxernas storskaliga fördelning och statistik över förekomsten av gravitationslinser .
Det verkar som om universum börjat accelerera på relativt sen tid, för knappt 5 miljarder år sedan, när universums förmodade ålder var 9 miljarder år.

## Yttring
Enligt newtonsk gravitation producerar materien ett gravitationsfält som borde retardera universums expansion, men enligt Albert Einsteins
allmänna relativitetsteori är källan till gravitationsfältet {\displaystyle \rho /c^{2}+p}, där {\displaystyle \rho } är densiteten och {\displaystyle p} är trycket. Densiteten är alltid positiv, men trycket kan vara negativt och om {\displaystyle p<-\rho /3c^{2}} så blir gravitationen repellerande. Ett intressant specialfall är att {\displaystyle p=-\rho /c^{2}}. I så fall visar de relativistiska ekvationerna att energidensiteten, {\displaystyle \rho /c^{2}} förblir konstant medan universum expanderar. Detta är typiskt för vakuumenergi. I detta fallet får man ett exponentiellt expanderande universum.
Samma effekt uppnås med den kosmologiska konstanten som Einstein adderade till sina fältekvationer för att kunna få ett statiskt universum. På så sätt missade han chansen att förutsäga universums expansion mer än tio år innan Edwin Hubble upptäckte universums expansion, och senare i sitt liv beskrev Einstein den kosmologiska konstanten som sitt livs största misstag. Den kosmologiska konstanten har dock en mycket längre historia och liknande effekter har tidigare använts för att förklara hur man kunde få ett statiskt universum i newtonsk mekanik.
Den exponentiella expansionen påminner om inflationen. En kort period när universum var mycket yngre än en sekund, då det genomgick en exponentiell expansion. Många forskare har spekulerat i om det energifält som drev inflationen är samma energifält som idag återigen producerar en accelererande expansion. Detta har lett till en klass av energifält som kallas för kvintessens. Dessa tolkningar väcker även frågor om universums framtid. Genom att mer noggrant mäta hur universums expansionstakt har varierat med universums ålder hoppas man kunna skilja dessa olika modeller åt.
I big bang-modellen domineras universum energimässigt i tiotusen år av strålning som har både en positiv energitäthet och tryck, och sedan av materia som har en positiv densitet och praktiskt taget inget tryck. Båda dessa ger en attraherande gravitation som gradvis bromsar in universums expansion, men samtidigt leder expansion till att deras densitet gradvis sjunker till dess att den mörka energin istället börjar dominera. Detta inträffade för ungefär fem miljarder år sedan, och ledde till att expansionen började accelerera.
I den gängse beskrivningen av universum antas det med god approximation vara homogent och isotropt, så att materian är helt jämnt fördelad och universum ser likadant ut i alla riktningar, sett från alla platser. Det finns skäl att pröva om detta är ett korrekt antagande eller om storskaliga ojämnheter i universums materiafördelning kan påverka expansionstakten. En annorlunda tolkning är därför att rumtidens geometri inte beskrivs korrekt av Einsteins allmänna relativitetsteori, utan att teorin kräver modifikationer. 
Den kosmologiska konstanten, som Einstein introducerade 1917, kan uppfattas antingen som mörk energi eller som en deformering av geometrin. Einstein trodde länge att konstanten var hans livs misstag, men nu visar det sig att misstaget kanske inte var så stort.
En ytterligare tolkning är, att vi lever i en del av universum med låg materiatäthet, men att universum utanför vår horisont har mycket högre täthet. Accelerationen skulle i så fall vara bara en skenbar effekt. Till den ändan har man bland andra vid Stockholms universitet 2010 undersökt kosmologiska modeller, där detta gäller eller där mörk energi har rumslig variation.